# Carabus monticola
Carabus (Archicarabus) monticola – gatunek chrząszcza z rodziny biegaczowatych i podrodziny Carabinae.
Gatunek ten został opisany w 1826 roku przez Pierre’a F.M.A. Dejeana.
Ciało długości od 16 do 26 mm, owalne, stosunkowo krótkie, wypukłe, ubarwione brązowo-czarno lub brązowo-niebieskawo z obrzeżeniem pokryw i nasadą przedplecza błyszczącymi, metalicznie zielonymi, niebieskimi lub fioletowymi. Pokrywy z rzeźbą w formie delikatnych zagoników naprzemiennych z rzędami regularnie rozmieszczonych, drobnych dołków.
Chrząszcz o rozmieszczeniu zachodnioalpejskim, podgatunek nominatywny znany z południowo-wschodniej Francji i północno-zachodnich Włoch, natomiast pozostałe podgatunki są włoskimi endemitami. Według Fauna Europaea gatunek notowany również w Szwajcarii.
Wyróżnia się cztery podgatunki:
- Carabus monticola fontanae Born, 1906
- Carabus monticola liguricus Born, 1898
- Carabus monticola monticola Dejean, 1826
- Carabus monticola roccae Born, 1923